# 507
507 (DVII, na numeração romana) foi um ano comum do século VI do Calendário Juliano, da Era de Cristo, a sua letra dominical foi G (52 semanas), teve início numa segunda-feira e terminou também numa segunda-feira.
| Ano completo                         |
| ------------------------------------ |
| Ano comum com início à segunda-feira |

## Eventos
- Batalha de Vouillé, Clóvis I, rei dos francos derrota os visigodos em Tolosa e mata o seu rei, Alarico II.
- Fundação do reino visigodo na atual Espanha.

## Mortes
- Alarico II, rei dos Visigodos